# Malediwy na Letnich Igrzyskach Olimpijskich 1988
Malediwy na Letnich Igrzyskach Olimpijskich 1988 reprezentowało siedmiu zawodników (sami mężczyźni). Był to debiut reprezentacji Malediwów na letnich igrzyskach olimpijskich.

## Skład kadry

### Lekkoatletyka
Mężczyźni
- Ismail Asif Waheed

bieg na 100 m - odpadł w eliminacjach,
bieg na 200 m - odpadł w eliminacjach,
- Ahmed Shageef - bieg na 400 m - odpadł w eliminacjach,
- Abdul Haji Abdul Latheef - maraton - nie ukończył biegu,
- Hussein Haleem - maraton - nie ukończył biegu,
- Ismail Asif Waheed, Ibrahim Manik, Abdul Razzak Aboobakur, Mohamed Hanim - sztafeta 4 × 100 m - odpadli w eliminacjach,